# Royal Saint-Nicolas FC Liège
Royal Saint-Nicolas FC Liège was een Belgische voetbalclub uit Luik. De club was bij de KBVB aangesloten met stamnummer 667. De club ging op in een fusie met R. Tilleur FC.

## Geschiedenis
Saint-Nicolas FC Liège werd opgericht in 1926. Bij toetreding tot de KBVB kreeg de club stamnummer 667 toegekend. In 1935 bereikte de club voor het eerst het nationale voetbalniveau. Na drie seizoenen aan de onderkant van het klassement te eindigen, volgde de degradatie in 1938. De volgende promotie naar Bevordering volgde in 1941. Nu beperkte het verblijf zich tot twee seizoenen. Omwille van Wereldoorlog II kon de club in 1942 degradatie vermijden ondanks een laatste plaats. De laatste promotie naar Bevordering volgde vlak na Wereldoorlog II. Ook nu bracht de club hier twee seizoenen door vooraleer te degraderen naar de provinciale reeksen. De club zou niet meer terugkeren naar het nationale voetbalniveau. In 1951 werd de club koninklijk en voegde deze titel toe aan de naam: Royal Saint-Nicolas FC Liège. In 1989 ging de club op in een fusie met R. Tilleur FC. Het stamnummer van Royal Saint-Nicolas FC Liège werd hierdoor geschrapt.

## Resultaten
| Seizoen                             | Klasse | Klasse | Klasse | Klasse | Klasse | Klasse | Klasse | Klasse | Reeks         | Punten | Opmerkingen |  |
|                                     | I      | II     | III    | P.II   | P.III  | P.IV   |        |        |               |        |             |  |
| ----------------------------------- | ------ | ------ | ------ | ------ | ------ | ------ | ------ | ------ | ------------- | ------ | ----------- |  |
| Provinciaal voetbal tot en met 1935 |        |        |        |        |        |        |        |        |               |        |             |  |
| 1935/36                             |        |        | 10     |        |        |        |        |        | Bevordering A | 21     |             |  |
| 1936/37                             |        |        | 11     |        |        |        |        |        | Bevordering A | 23     |             |  |
| 1937/38                             |        |        | 13     |        |        |        |        |        | Bevordering B | 17     |             |  |
| Provinciaal voetbal tot en met 1941 |        |        |        |        |        |        |        |        |               |        |             |  |
| 1941/42                             |        |        | 14     |        |        |        |        |        | Bevordering D | 5      |             |  |
| 1942/43                             |        |        | 16     |        |        |        |        |        | Bevordering A | 5      |             |  |
| Provinciaal voetbal tot en met 1945 |        |        |        |        |        |        |        |        |               |        |             |  |
| 1945/46                             |        |        | 13     |        |        |        |        |        | Bevordering D | 24     |             |  |
| 1946/47                             |        |        | 16     |        |        |        |        |        | Bevordering C | 10     |             |  |
| Provinciaal voetbal tot en met 1989 |        |        |        |        |        |        |        |        |               |        |             |  |